# 扁豆莢大豆
扁豆莢大豆（学名：Glycine dolichocarpa）为豆科大豆屬下的一个种。